# Roberta Bayley
Roberta Bayley es fotógrafa, más conocida por sus fotografías de la escena punk de Nueva York de los años 70.

## Biografía
Bayley nació en Pasadena, California y creció en el área de la Bahía de San Francisco. Asistió a la Universidad Estatal de San Francisco durante tres años antes de abandonarla en 1971. Se trasladó a Londres donde vivió durante tres años, antes de mudarse a Nueva York en la primavera de 1974.
Bayley conoció al músico y poeta Richard Hell, y pronto comenzó a trabajar en la puerta de CBGB a petición de Terry Ork, el gerente de la banda de televisión Hell. En 1978, empezó a trabajar para Blondie en la oficina de Peter Leeds, el manager de la banda en ese momento. Si bien Bayley había dado algunas clases de fotografía en el instituto en los años 60, no fue hasta noviembre de 1975 cuando compró una cámara para registrar lo que estaba ocurriendo en el panorama musical del centro de Nueva York.
En 1976, comenzó a trabajar para John Holmstrom y Legs McNeil en la revista Punk . Fotografió a los Ramones para su tercer número en febrero de 1976. La fotografía de esa sesión se convirtió en la portada del primer álbum de la banda. Al parecer, el sello discográfico había contratado inicialmente a otro fotógrafo, pero la banda rechazó esas fotos y en su lugar seleccionó la imagen de Bayley. Bayley se desempeñó como fotógrafa principal de Punk Magazine desde el segundo número hasta su desaparición.
Además de sus imágenes de los Ramones, Bayley es conocida por sus fotos de Debbie Harry de Blondie, Richard Hell, Johnny Thunders de los Heartbreakers, Iggy Pop, The Sex Pistols, The Clash, The Damned, Nick Lowe, Rockpile, Elvis Costello, X-Ray Spex, Billy Idol y muchos más.
Bayley aún vive en el East Village de Nueva York. Además de varias monografías de su trabajo, sus fotografías han sido publicadas en historias seminales del punk, incluyendo Please Kill Me: The Uncensored Oral History of Punk (1997) y Blank Generation Revisited: The Early Days of Punk . Fue coautora de The Unauthorized Biography of Patti Smith (1996, Simon & Schuster) y su libro Blondie Blondie Unseen (2006, Plexus) todavía está disponible.